# Obere Mühle (Stockheim (Unterfranken))
Die Obere Mühle lag am Rand der Gemeinde Stockheim (Unterfranken) im Landkreis Rhön-Grabfeld an einem Mühlbach, der von der Streu abzweigt.

## Geschichte
Die Obere Mühle war dem Kloster Wechterswinkel zinspflichtig. Im Dreißigjährigen Krieg wurde sie zerstört und wieder aufgebaut. Die Mühle war bis in die 1970er Jahre bewohnt. 1921/23 wurde dort ein Elektrizitätswerk gebaut. 1978 wurde die Mühle abgerissen. Die dazugehörige Scheune blieb erhalten und wurde als Abstellraum für die Gemeinde benutzt. Heute ist dort die Feuerwehr untergebracht.